# Entre terre et mer
Entre terre et mer ou Le Grand Banc est une mini-série française en 6 épisodes de 90 minutes, créée et réalisée par Hervé Baslé et diffusée à partir du 22 décembre 1997 sur France 2. Cette fresque télévisuelle est adaptée de son roman Entre terre et mer. Le grand banc publié en 1997 et a elle-même été adaptée en 2015 dans une bande dessinée de Pascal Bresson.
La série raconte la vie très difficile des terre-neuvas bretons qui partaient, au début du XXe siècle et pendant plusieurs mois pêcher les grands Bancs de Terre-Neuve, tandis que pendant ce temps-là leurs épouses restées à terre, souffrent de la solitude contrainte et doivent travailler dans les champs.

## Synopsis
Au début du XXe siècle, l'arrivée d'un homme sur la côte bretonne près de Saint-Malo provoque en lui l'émerveillement de voir ces marins dévoués, courageux et leurs femmes sur les berges à les attendre. Parmi elles se trouve une petite lavandière aux charmes de laquelle il n'est pas insensible, qui attend son bien-aimé parti en mer il y a des mois. Lorsque le bateau revient, son promis est mort. Il décide alors de s'engager auprès de ces hommes vaillants et prouver ainsi son amour à cette jeune fille.

## Distribution
- Didier Bienaimé : Pierre Abgrall
- Bernard Fresson : Le père Léon Lebreton
- Roland Blanche : Joseph Le Reculou, le capitaine
- Anne Jacquemin : Jeanne Le Reculou
- Florence Hebbelynck : Marie
- Claude Piéplu : M. Louvet dit « Soulier Vernis »
- Odette Laure : Mme Louvet
- Maurice Bénichou : « Cul-Roussi »
- Paul Crauchet : Charles « Branl'dans le vent »
- André Marcon : Jean-Marie, dit « L'encornet »
- Gérard Sergue : Amand Guilbert
- François Toumarkine : « Boîte d'Horloge »
- Marina Golovine : Léa
- Ellen Schwiers : tante Mélanie
- Michèle Gleizer : Hortense Lebreton
- Anne Azoulay : Colombe dite « Belle-en-cuisse »
- Klaus Mikoleit : l'abbé Cadiou
- Guy Parigot : Jean Colin, le maire
- Jean-Noël Brouté : René
- Serge Ridoux : « Chie-en-Marmite »

## Récompenses
- Sept d'or 1997 : Meilleur feuilleton ou série
- Sept d'or 1997 : Meilleur auteur de fiction pour Hervé Baslé
- Sept d'or 1997 : Meilleur réalisateur de fiction pour Hervé Baslé

## Commentaires
- À sa diffusion, cette saga a passionné en moyenne 5 millions de spectateurs. Succès d'audience assez relatif pour cette saga qui a pourtant été récompensée par trois 7 d'or.
- Par cette série, le réalisateur Hervé Baslé rend hommage à son grand-père qui fut terre-neuvas[2].